# Aleuromarginatus marginiquus
Aleuromarginatus marginiquus là một loài côn trùng cánh nửa trong họ Aleyrodidae, phân họ Aleyrodinae.
Aleuromarginatus marginiquus được Martin miêu tả khoa học đầu tiên năm 1999.